# Ciucurova
Ciucurova (türkisch Çukurova; deutsch Tschukurowa) ist ein Dorf und gleichzeitig eine Gemeinde im Kreis Tulcea in Rumänien im historischen Gebiet der Dobrudscha.
Der Name bedeutet weite Ebene und kommt aus dem Türkischen. Turksprachige Bauern stellten, als das Dorf zum Sandschak Tulcea gehörte, den Hauptteil der Bevölkerung. Nach der Angliederung an Rumänien durch den Berliner Vertrag von 1878 verließen die meisten Türken den Ort und es wurden Bessarabiendeutsche und Deutsche aus dem Gebiet Cherson in Russland angesiedelt. Aus ihnen entwickelte sich die Volksgruppe der Dobrudschadeutschen, die das Land 1940 verließen und ins Deutsche Reich umgesiedelt wurden.
Heute wird das Dorf hauptsächlich von Rumänen bewohnt, die von der Landwirtschaft leben. Es finden sich aber auch türkische Nachnamen. Es gibt Schulen, eine Bibliothek und eine befestigte Hauptstraße, die nach Atmagea führt. Das alte Bethaus dient als Steinbruch. Die nächsten weiterführenden Schulen befinden sich in Tulcea. Kinder, die sie besuchen wollen, können dort in Internaten leben.